# Skrikkostare
Skrikkostare (Molothrus rufoaxillaris) är en fågel i familjen trupialer inom ordningen tättingar.

## Utbredning och systematik
Fågeln förekommer från östra Bolivia till Paraguay, södra Brasilien, Uruguay och norra Argentina. Den behandlas som monotypisk, det vill säga att den inte delas in i några underarter.

## Status
IUCN kategoriserar arten som livskraftig.

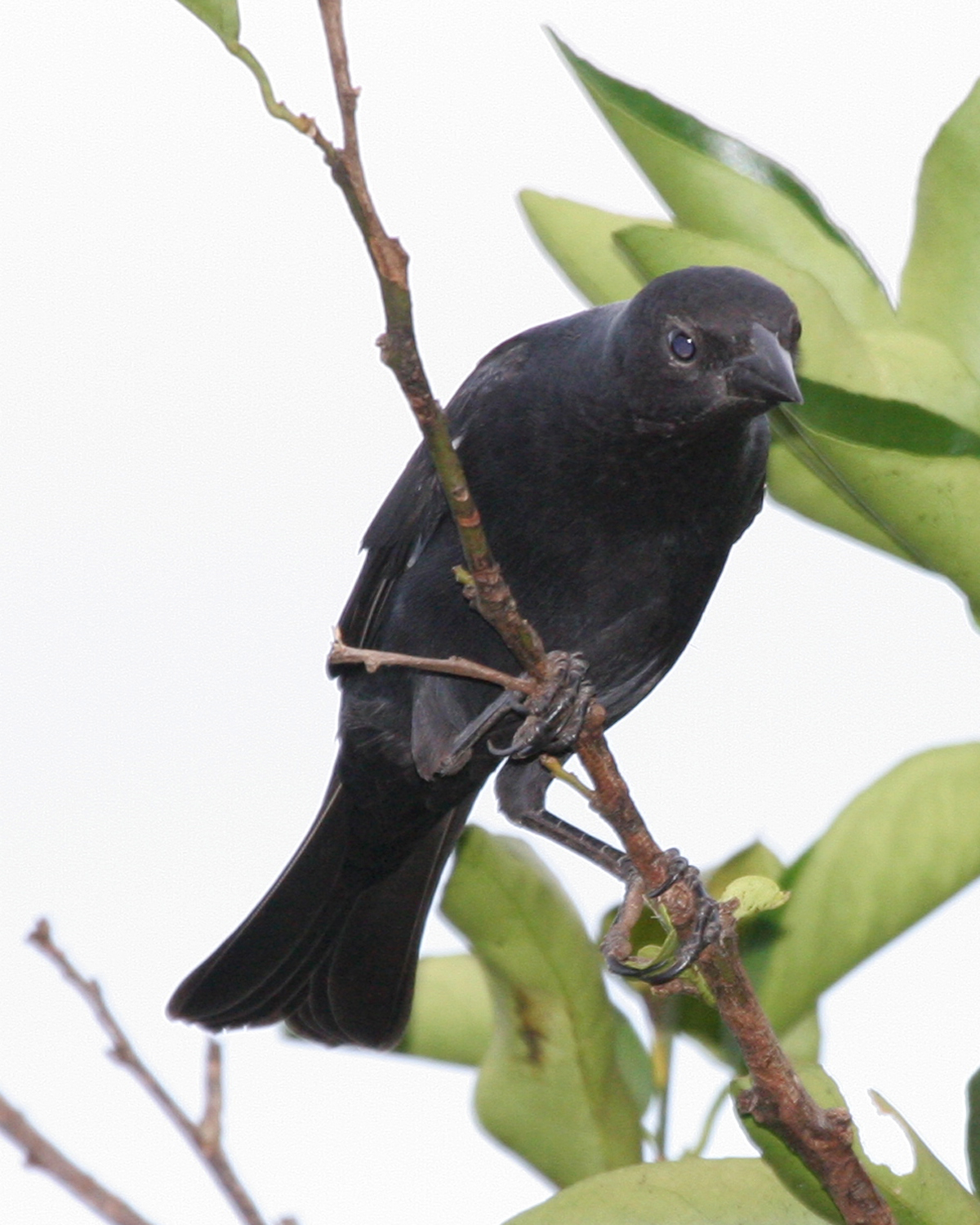